# Cratere Yerkes
Yerkes è un cratere lunare intitolato al finanziere americano Charles Yerkes.
Si trova vicino al bordo occidentale del Mare Crisium. Nel passato l'interno di questo cratere è stato quasi completamente inondato di lava, lasciando solo un basso residuo di bordo sopra il mare lunare. Il bordo è più largo nelle porzioni occidentale e meridionale, e a stento presente ad est, dove forma una sottile curva sulla superficie.

Il cratere con le strutture vicine in formato selenocromatico

Un basso crinale corre dal bordo settentrionale al cratere Yerkes E a nord-nordovest. Il fondo ha un'albedo simile al mare vicino, cosicché il cratere non è nettamente distinto dai dintorni. Ad est di Yerkes si trova il cratere Picard, e più a nord il cratere Peirce.

## Crateri correlati
Alcuni crateri minori situati in prossimità di Yerkes sono convenzionalmente identificati, sulle mappe lunari, attraverso una lettera associata al nome.
| Yerkes | Latitudine | Longitudine | Diametro |
| ------ | ---------- | ----------- | -------- |
| E      | 15,9° N    | 50,6° E     | 10 km    |
| V      | 15,24° N   | 50,49° E    | 3,7 km   |